# Горвиц, Александр Борисович
Алекса́ндр Бори́сович Го́рвиц (партийная кличка — товарищ Саша; 17 февраля [1 марта] 1897, Чуднов, Волынская губерния — 20 января [2 февраля] 1918, Киев, Киевская губерния, УНР) — революционер, большевик, активный участник борьбы за установление Советской власти на Украине, один из руководителей Январского вооружённого восстания киевских рабочих.

## Биография
Родился 17 февраля (1 марта) 1897 года в местечке Чуднов Волынской губернии, ныне Житомирская область, Украина С 12 (25) сентября 1912 по 1 (14) мая 1915 года обучался в Частном трехкласном коммерческом училище А. А. Ежевского в Варшаве. Окончил училище с серебряной медалью, удостоен звания личного почётного гражданина и кандидата коммерции В сентябре 1915 года поступил в Киевский коммерческий институт на коммерческо-технологическое отделение. На момент поступления проживал по адресу: Мариинско-Благовещенская улица, д. 44, кв. 6. Вступил в РСДРП(б) в 1915 году. 
После Февральской революции член редколлегии большевистской газеты «Голос социал-демократа», пропагандист киевского комитета РСДРП(б). Был делегатом Областного съезда Советов Юго-Западного края в апреле 1917 года. С мая 1917 года член Киевского комитета РСДРП(б), исполкома Киевского Совета рабочих депутатов, затем, с ноября 1917 года — объединённого Совета рабочих и солдатских депутатов. В конце октября член Киевского ревкома. Был одним из организаторов Красной Гвардии.
В декабре 1917 года на Областном (краевом) съезде РСДРП(б) избран членом Главного комитета социал-демократии Украины. На I Всеукраинском съезде Советов в Харькове избран членом ЦИК Советов Украины.
В январе 1918 года направлен в Киев для подготовки вооружённого восстания против Центральной Рады. С 15 января 1918 года член общегородского ВРК, руководил восстанием на Печерске. Во время осады «Арсенала» был ранен, при попытке восстановить связь с восставшими Подола схвачен петлюровцами. После избиения его потащили к Днепру, где опускали с головою под лёд, вытаскивали, избивали и снова опускали. После занятия Киева революционными войсками Михаила Муравьёва труп Горвица был найден на берегу Днепра.
Торжественно перезахоронен в Киеве 31 января (13 февраля) 1918 года в братской могиле в Мариинском парке.